# Croton stahelianus
Espèce
Classification APG II (2003)
Croton stahelianus est une espèce de plantes à fleurs du genre Croton et de la famille des Euphorbiaceae, présente au Suriname.